# HO-RA
HO-RA a fost o formație de muzică etno din România, fondată în anul 2001.
Gândit ca un trio feminin care trebuia să readucă în atenția publicului muzica etno, HO-RA s-a menținut timp de câțiva ani în topuri.
Managerul formației a fost Radu Fornea.
Din formație au făcut parte Elena Vasile
și Delia Panait, care a devenit cunoscută cu trupa Double D, înainte de a se alătura proiectului HO-RA.
În anul 2004, formația a fost redenumită în „#ora”.